# Cserkút
Cserkút község Baranya vármegyében, a Pécsi járásban.

## Fekvése
Pécstől 9 kilométerre nyugat-északnyugatra, a Mecsekalján, a Jakab-hegy lábánál lábánál helyezkedik el. Kővágószőlős déli széle felől a 6605-ös útból kiágazó 66 136-os számú mellékúton érhető el, illetve egy önkormányzati úton megközelíthető Pécs Zsebedomb városrészének nyugati peremvidéke felől is.
A Jakab-hegy a térség kedvelt kirándulóhelye, ahova a kék háromszög turistajelzés vezet fel.

## Története
Cserkút és környéke ősidők óta lakott hely volt. A felszínre került régészeti leletek is bizonyítják, hogy már a kora vaskorban is éltek itt emberek, és a római korban számos villa épült itt.
A település nevét Cherkuth alakban 1291-ben említik először az oklevelek, később a Cherkutth, a Tserdkugh és a Cserkuth alakok is előfordulnak.
A fennmaradt adónyilvántartásokból kiolvashatóan a  török hódoltság alatt is folyamatosan lakott hely volt, nem néptelenedett el.
Az uránbányászati célú ipari kutatás Cserkúton 1953-ban kezdődött. Az ötvenes évek végétől a nyolcvanas évek végéig folyamatosan működött a környéken az uránbányászat. A kitermelés gazdaságtalansága miatt 1996-ban leállt a termelés és 1997-ben végleg bezárták a bányát.  Ezután kezdődött meg az üzemi építmények elbontása, a rekultiváció.

## Közélete

### Polgármesterei
- 1990–1994: Jónás József (független)[3]
- 1994–1998: Jónás József (független)[4]
- 1998–2002: Jónás József (független)[5]
- 2002–2006: Jónás József (független)[6]
- 2006–2010: Jónás József (független)[7]
- 2010–2014: Jónás József (független)[8]
- 2014–2017: Hagenthurn József (független)[9]
- 2017–2019: Hagenthurn József (független)[10]
- 2019–2024: Hegedűs Zsolt József (független)[11]
- 2024– : Hegedűs Zsolt (független)[1]

A településen 2017. május 21-én időközi polgármester-választást (és képviselő-testületi választást) tartottak, az előző képviselő-testület önfeloszlatása miatt. A választáson a hivatalban lévő polgármester is elindult, és meg is erősítette pozícióját.

## Népesség
A település népességének változása:
| Lakosok száma | 581  | 598  | 586  | 607  | 622  | 559  | 630  | 620  |
|               | 2013 | 2014 | 2015 | 2019 | 2021 | 2022 | 2023 | 2024 |

A 2011-es népszámlálás során a lakosok 84,8%-a magyarnak, 0,3% cigánynak, 0,2% horvátnak, 0,2% lengyelnek, 2,2% németnek, 0,3% örménynek, 0,2% szerbnek, 0,2% szlováknak, 0,2% ukránnak mondta magát (15,2% nem nyilatkozott; a kettős identitások miatt a végösszeg nagyobb lehet 100%-nál). A vallási megoszlás a következő volt: római katolikus 27%, református 3,9%, evangélikus 1,7%, görögkatolikus 0,2%, felekezeten kívüli 33,5% (31,5% nem nyilatkozott).
2022-ben a lakosság 95%-a vallotta magát magyarnak, 3,9% németnek, 1,1% cigánynak, 0,2-0,2% horvátnak, románnak és lengyelnek, 3,6% egyéb, nem hazai nemzetiségűnek (5% nem nyilatkozott; a kettős identitások miatt a végösszeg nagyobb lehet 100%-nál). Vallásuk szerint 31,8% volt római katolikus, 3,6% református, 1,3% evangélikus, 0,5% görög katolikus, 0,5% egyéb keresztény, 0,5% egyéb katolikus, 24,3% felekezeten kívüli (36,9% nem válaszolt).

## Nevezetességei

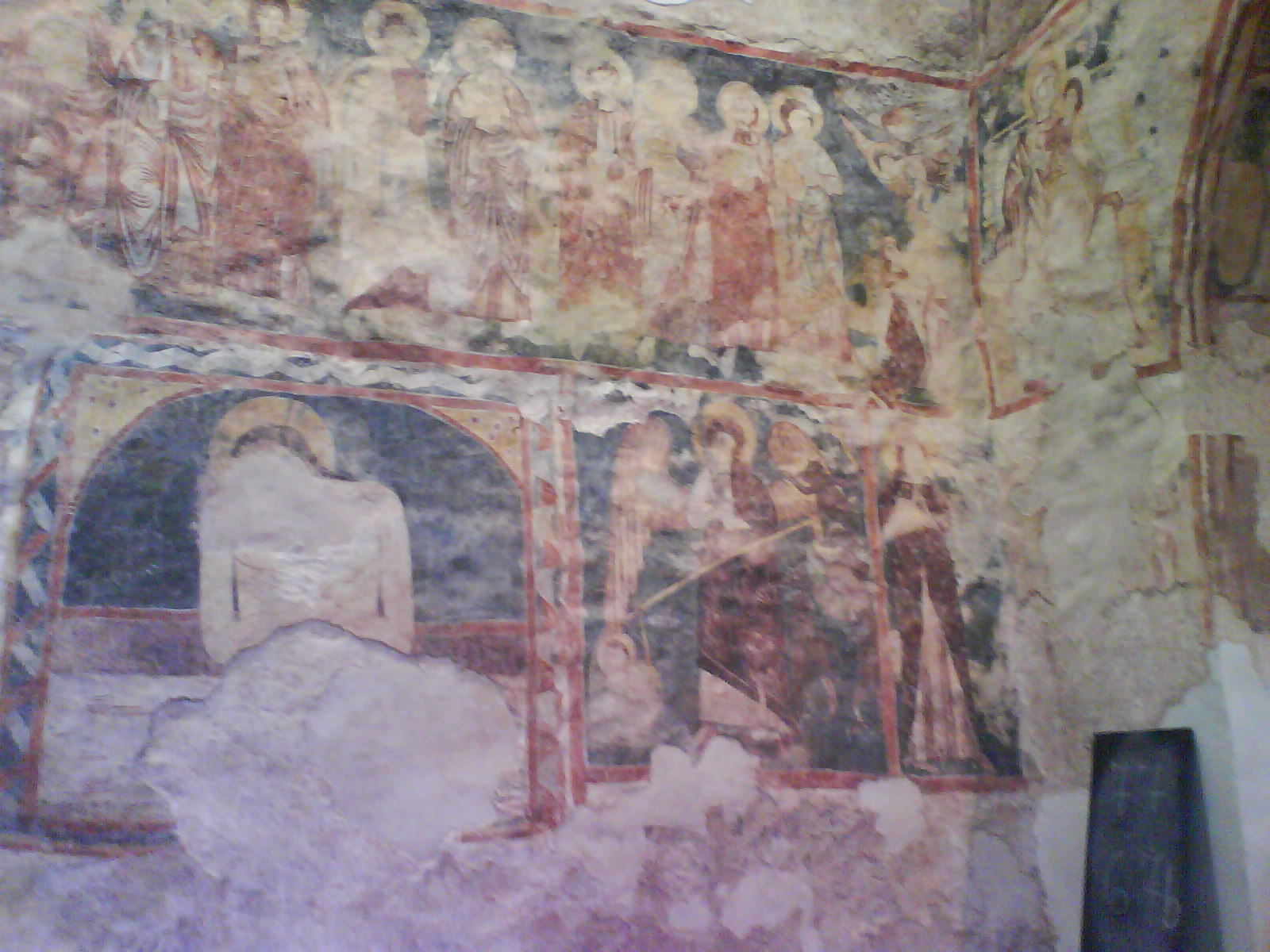
Freskók a templom északi falán

### Keresztelő Szent János templom
Az Árpád-kori román stílusú templom 1270 és 1290 között épült.
A fazsindelyes templom főhomlokzata délen volt, ezt jelzi a bejárati kapu és a fölötte lévő három kis ablak. A 14. században tornyot építettek hozzá. A tűzvész miatt elpusztult egykori festményeket restaurálták, ezek és Prokop Péter papfestő alkotásai a homlokzatot és a templom belső falait díszítik.
A hajó északi falán freskómaradványok láthatók, amelyek valószínűleg 13. században készülhettek. Felül az apostolok sorakoznak, akik a háromkirályokat követik Jézus köszöntésére. Alul a szenvedő Krisztus látható és Szent Mihály, aki kardot és mérleget tart. Így helyezi mérlegre az eléje érkező holtak lelkeit. Ettől jobbra áll Szent Miklós.
A diadalív déli oldalán látható Szent Györgyöt ábrázoló freskó 1335-ben készült. A 15. században készültek az év hónapjaira jellemző tevékenységeket ábrázoló freskók, ezek a belső oldalon láthatók. 
Az oltárt Ferenczy Károly tervezte. Emögött van a névadó Keresztelő Szent Jánost ábrázoló oltárkép. Itt van még Prokop Péter festőművész Kálvária-képe. A stációsorozatot is ő festette.

## Irodalom

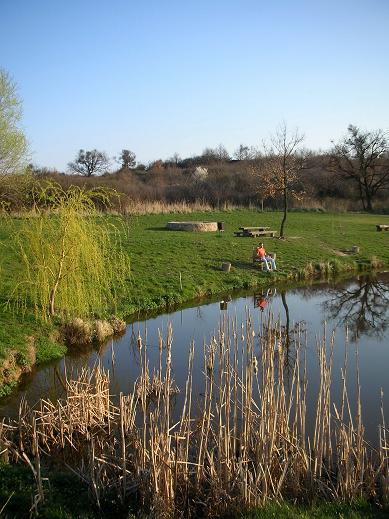
Cserkúti horgásztó, 2007. március

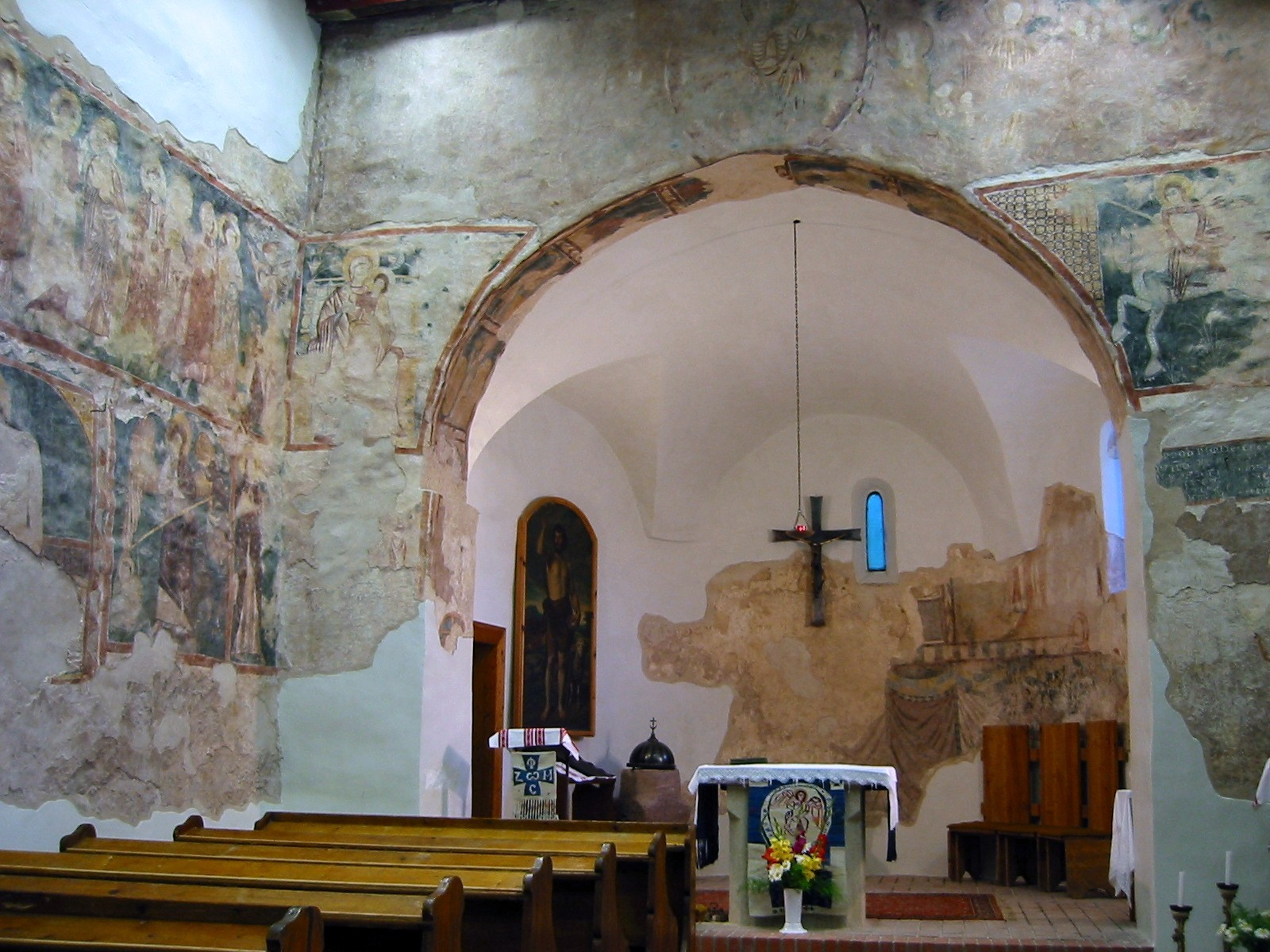
Keresztelő Szent János templom és freskói